# Терновка (приток Карачана)
Терновка — река в России, протекает по Воронежской области. Истоки река берёт из водохранилища, расположенного у одноимённого села Терновка. Устье реки находится в 58 км от устья по правому берегу реки Карачан, к югу от села Алешки. Длина реки составляет 24 км, площадь водосборного бассейна — 154 км², в верхнем течении река пересыхает.
Высота истока — 153,8 м над уровнем моря.

## Данные водного реестра
По данным государственного водного реестра России относится к Донскому бассейновому округу, водохозяйственный участок реки — Хопёр от впадения реки Ворона и до устья, без рек Ворона, Савала и Бузулук, речной подбассейн реки — Хопер. Речной бассейн реки — Дон (российская часть бассейна).
Код объекта в государственном водном реестре — 05010200512107000007001.